# کارین کلوسترمن
کارین کلوسترمن یک کارآفرین سریال، زیست‌شناس، روزنامه‌نگار، ناشر محیط زیست، مؤسس گرین پرفت، یکی از پایه‌گذارهای اینترنت اشیا، کارآفرین اجتماعی و آینده پژوه می‌باشد.

## زندگی‌نامه
کلوسترمن در کانادا از مهاجرهای هلندی و اسکاتلندی زاده شد.کلوسترمن در دانشگاه تورنتو در رشته جانورشناسی تحصیل نمود.
کلوسترمن برای نخستین بار در سی ای بی آی مشغول فعالیت بود و جانشین‌های طبیعی برای آفت کش‌های معمولی پیدا نمود. در آن زمان و پیش از آن، او چندین مقاله در رابط با ردیابی سلامت جنگل با استفاده از انواع شاخص‌های دوزیستان و ارزش جنگل‌های رشد قدیمی برای سلامت جنگل انتشار کرده بود. او علم را ترک نمود زیرا اینگونه بیان کرد که فضایی برای کشف کردن باقی نمی‌گذارد و حتی با وجود اینکه نهادهای پژوهشی از زنان استقبال می‌کنند، کل رویکرد زیست‌شناسی مردانه و مبتنی بر قدیمی بود که محلی برای کشف کردن باقی نمی‌گذارد. او به خاورمیانه سفر کرد و تارنگار گرین پرفت را با اهداف تشکیل نمودن یک سایت خبری که در آن یهودیان آمریکای شمالی بتوانند در رابط با مسائل زیست‌محیطی که اسرائیل را تحت تأثیر قرار می‌دهد، بدانند، پایه‌گذاری کرد. بعدها تصمیم گرفت که نیازی به محدود کردن آن به اسرائیل نداشته باشد و شروع به پوشش مطالب زیست‌محیطی در کل خاورمیانه کرد.

## زندگی شخصی
کلوسترمن در جافا، اسرائیل زندگی نموده‌است و به دین یهودیت ایمان آورده‌است. او با یسرائیل بوروچوف، موسیقی دان اسرائیلی ازدواج نمود و حاصل ازدواج آنان دو فرزند شد.